# Bosque de Orleans
El Bosque de Orléans es un bosque nacional y una región natural francesa situada en el departamento de Loiret en la región de Centro-Valle del Loira.
Se trata del bosque nacional más extenso de la Francia metropolitana. 
Pertenece a la Red Natura 2000 y está clasificado dentro de las Áreas importantes para la conservación de las aves (AICA) y Lugar de importancia comunitaria (LIC).

## Historia
El bosque de Orleans ha llevado antaño el nombre de Bosque de las Porterías (Forêt des Loges).
Se convierte en propiedad de la realeza francesa al finalizar el siglo X.
Al finalizar el siglo XVI, la superficie del bosque propiedad de la Corona de Francia ya no es más que 39 000 hectáreas, amputada por las donaciones al clero.
En 1543, de las cartas patentes del rey de Francia François I anuncian la intención de cortar los tilos a doce años, «debido a que la madera es demasiado vieja, seca y pobre, queremos reducirla en cien años»..
En 1719, los ingenieros de bosques deciden que los bosques serán cortados finalmente a veinte, veinticinco o treinta años, según la naturaleza del suelo de los diversos medios; se abatirán todos los árboles maduros y modernos, y se no dejará más que dieciséis por arpende.
Muy deteriorado al finalizar el siglo XVIII, el bosque fue clasificado como domaniale (Nacional) en 1848, y los servicios de la Oficina nacional de los bosques se encargan de su cuidado desde el comienzo del siglo XIX.

## Geografía
El bosque de Orleans tiene una superficie de 50.000 hectáreas repartidas sobre 35 comunas, cuyas 35.000 hectáreas son de bosque nacional. El bosque está acordonada por las regiones naturales de la Beauce al norte, del Gâtinais al este y del Val de Loira al sur; se extiende al norte del Loira sobre un vasto arco de naturaleza de aproximadamente 60 km de longitud, de Orleans a Gien, y de 5 a 20 km de anchura.

### Cobertura de carretera y vías ferroviarias
Las carreteras départementales 2060 (ex-RN60) y 2152 (ex-RN152) atraviesan el bosque de Orleans. Por otra parte, ésta está bordeada al oeste, por la carretera departamental 2020 (ex-RN20) y la autopista A10, al este por la carretera nacional 7 y la autopista A77 y al norte por la autopista A19.
Dos líneas ferroviarias atraviesan el bosque. Una entre Orleans y Neuville-de los-Bosques vía Rebréchien (línea de las Aubrais - Orleans a Malesherbes), la otra entre Orleans y Bellegarde vía Vennecy y Vitry-de las-Porterías (línea de las Aubrais - Orleans a Montargis).

### Municipios

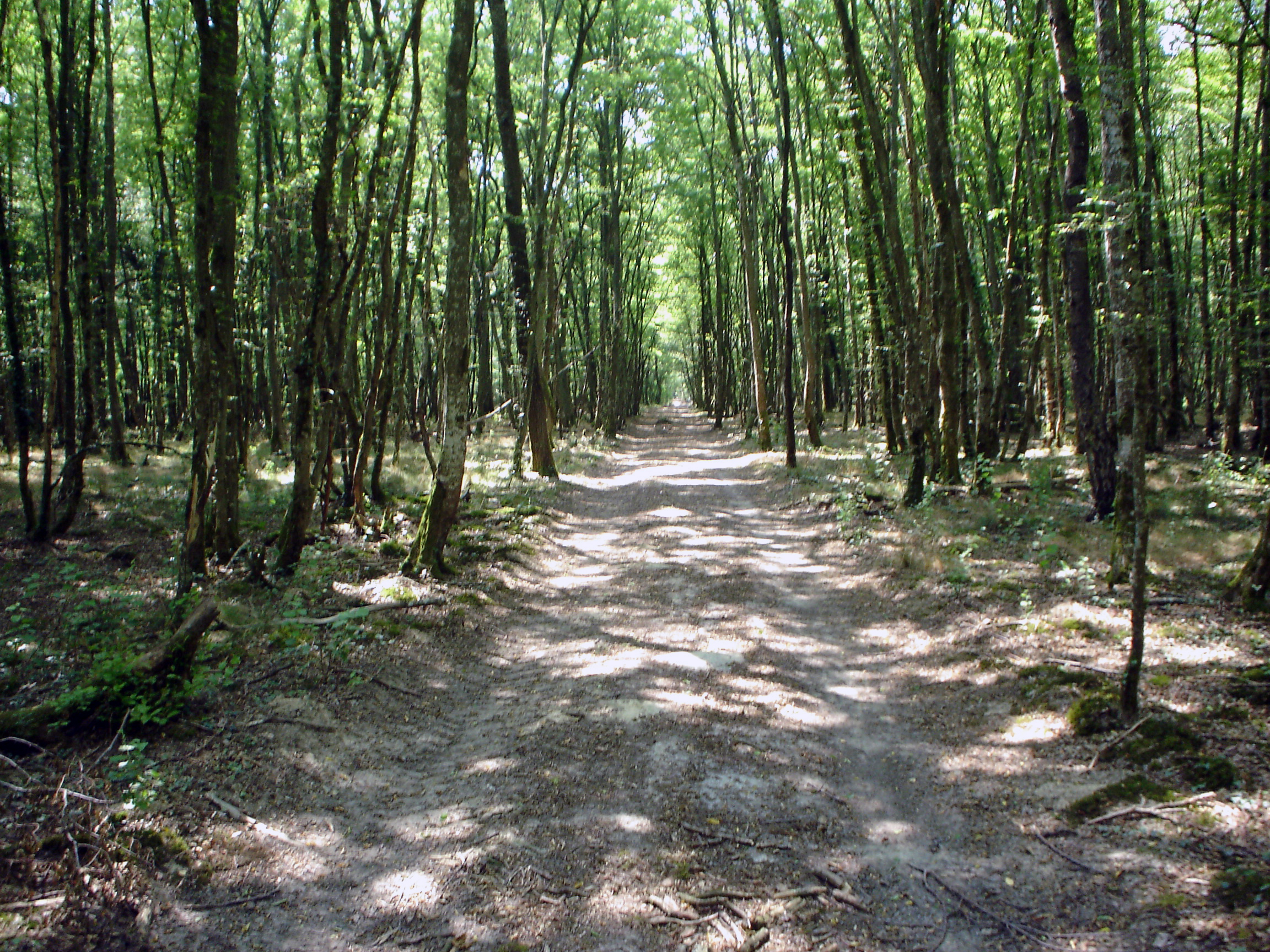
El bosque de Orleans en Saran

Los municipios siguientes poseen todo o una parte de su territorio en el bosque de Orleans : 
- Boigny-sur-Bionne*
- Boiscommun (massif d'Ingrannes)
- Les Bordes (massif de Lorris)
- Bougy-lez-Neuville (massif d'Orléans)
- Bouzy-la-Forêt (massif de Lorris)
- Bray-en-Val (massif de Lorris)
- Cercottes (massif d'Orléans)
- Chambon-la-Forêt (massif d'Ingrannes)
- Chanteau (massif d'Orléans)
- Châteauneuf-sur-Loire (massif de Lorris)
- Châtenoy (massif de Lorris)
- Chevilly (massif d'Orléans)
- Chilleurs-aux-Bois (massif d'Ingrannes)
- Les Choux (massif de Lorris)
- Combreux (massifs de Lorris et d'Ingrannes)
- Coudroy (massif de Lorris)
- Courcy-aux-Loges (massif d'Ingrannes)
- Dampierre-en-Burly (massif de Lorris)
- Fay-aux-Loges (massif d'Ingrannes)
- Fleury-les-Aubrais (massif d'Orléans)
- Ingrannes (massif d'Ingrannes)
- Lorris (massif de Lorris)
- Loury (massifs d'Ingrannes et d'Orléans)
- Marigny-les-Usages*
- Le Moulinet-sur-Solin (massif de Lorris)
- Montereau (massif de Lorris)
- Nesploy (massif d'Ingrannes)
- Neuville-aux-Bois (massif d'Orléans)
- Nibelle (massif d'Ingrannes)
- Ouzouer-sur-Loire (massif de Lorris)
- Rebréchien (massif d'Orléans)
- Saint-Jean-de-Braye (massif d'Orléans)*
- Saint-Lyé-la-Forêt (massif d'Orléans)
- Saran (massif d'Orléans)
- Seichebrières (massif d'Ingrannes)
- Semoy (massif d'Orléans)
- Sully-la-Chapelle (massif d'Ingrannes)
- Saint-Martin-d'Abbat (massif de Lorris)
- Sury-aux-Bois (massifs de Lorris et d'Ingrannes)
- Traînou (massif d'Ingrannes)
- Vieilles-Maisons-sur-Joudry (massif de Lorris)
- Vitry-aux-Loges (massifs de Lorris et d'Ingrannes)
- Vrigny (massif d'Ingrannes)

### Hidrografía
- Los cursos de agua : el canal de Orleans, el Cens, la Motte Bucy ;
- Los lagos : Binoche, los Bosques, Courcambon, Grande-Vau, Gué-de los-Cens, Gué-el obispo, los Liesses, Morches, Molandon, Nueve, Nuevo-de-Combreux, Nuevo-de-Centimaisons, Noue-Mazone, Orleans, Ravoir, Retrève, el Valle.

## Geología
El subsuelo del bosque de Orleans está constituido por arenas y arcillas de la  Era Terciaria dispuestos en masas superpuestas. Los geólogos distinguen dos formaciones: las margas y arcillas del Orleanesado al oeste y las arenas y arcillas de Sologne al este.
La arcilla compacta que se opone a la penetración de las raíces, la riqueza del suelo está condicionada por la espesura de la tierra vegetal y de la arena de superficie. Esta espesura es muy variable: a veces es muy débil, al norte de Orleans o en la región de Trainou, puede alcanzar excepcionalmente varios metros en el macizo de Lorris.

## Flora y fauna

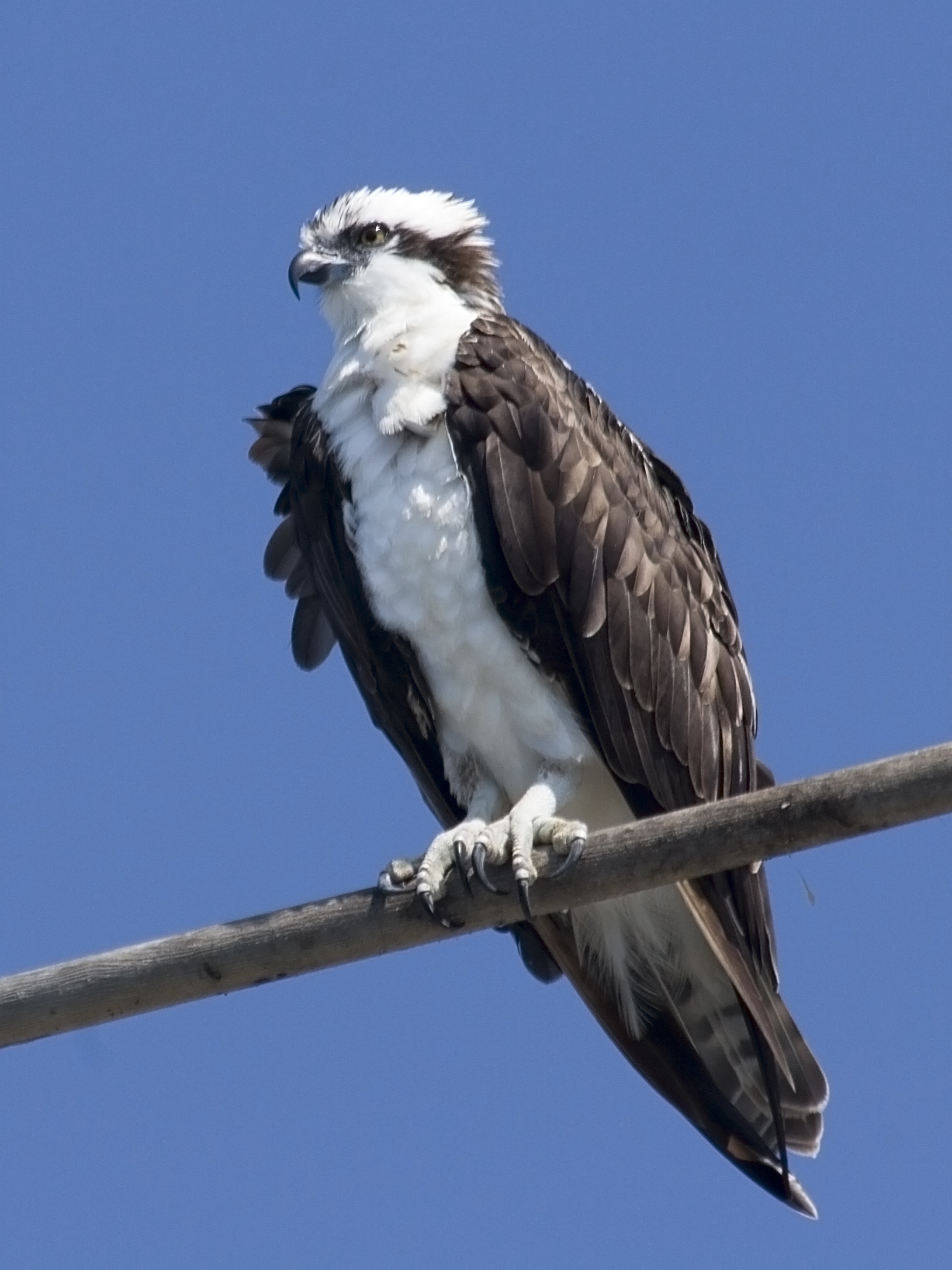
El águila pescadora, reintroducida en 1984 en el Bosque de Orleans.

El bosque de Orleans es mixto. Entre las frondosas, el roble domina representando más de la mitad de los árboles del bosque. Las coníferas son principalmente pinos silvestres, que cubren aproximadamente un tercio del bosque. Aparte de estas dos especies, se puede igualmente encontrar: abedules, carpes, hayas, avellanos, pinos laricio de Córcega, manzanos salvajes y tilos.
Varias especies de aves anidan en el bosque de Orleans, se trata del águila pescadora (reintroducida en 1984), águila calzada, águila culebrera, Pernis apivorus, Circus cyaneus, Caprimulgus europaeus Otros, tales como la garza blanca o la grulla común, efectúan paradas aquí durante su migración.
Numerosas especies animales están presentes: ciervo, corzo, liebre, faisán, ardilla roja, jabalí, o la rana temporaria.

#### Obras recientes
- el bosque de las libertades, Dossiers de la Historia, , 413 .
- El bosque de Orleans, un bosque paysanne.
- Montbel, , 205 p.

#### Obras antiguas
- H. Herluison, , 532 p.
- « informe sobre la memoria que precede por Paulmier », , 432 p.
- H. Herluison,

#### Artículos
- Claudine Billot, no 2.
- Claude Milleret, no 392.